# Малаховский, Станислав (1659—1699)
Граф Станислав Малаховский (1659—1699) — польский государственный и военный деятель, подчаший серадзский, каштелян серадзский (1690—1692), воевода калишский (1692—1698) и познанский (1698—1699).

## Биография
Представитель польского дворянского рода Малаховских герба «Наленч». Сын каштеляна серадзского Франтишека Малаховского (1627—1690) от первого брака с Анной Здровской. Сводный брат — каштелян иновлудзский Юзеф Малаховский (ок. 1673—1717).
Был также старостой опочновским, галицким, лукувским и креховским.
В 1683 году Станислав Малаховский командовал коронной гусарской хоругвью своего дяди, епископа краковского Яна Малаховского.
Перед мирными переговорами с Османской империей получил от сейма титул графа, чтобы «не был младшим среди других».
В 1697 году участвовал в избрании (элекции) саксонского курфюрста Августа Сильного на польский королевский престол.
Скончался во время ведения мирных переговоров с Портой в Стамбуле, находясь в составе польского посольства под руководством Рафаила Лещинского.

## Семья и дети
Был дважды женат. В 1694 году женился первым браком на Александре Желецкой (ум. 1696), от брака с которой детей не имел.
В 1697 году вторично женился на княжне Анне Констанции Любомирской (ум. 1726), дочери старосты переяславского и садецкого, князя Александра Михаила Любомирского (ум. 1675), и Катарины Анны Сапеги (ум. после 1699). Первым мужем Анны Констанции был граф Ян Казимир Виельгорский. Дети от второго брака:
- Ян Малаховский (1698—1762), стольник великий коронный (1734), подканцлер коронный (1735—1746), канцлер великий коронный (1746—1762).
- Каролина Малаховская, муж — стольник великий коронный Юзеф Мыцельский